# Mason Marchment
Mason Marchment (né le 18 juin 1995 à Uxbridge dans la province de l'Ontario au Canada) est un joueur professionnel canadien de hockey sur glace. Il évolue au poste d'attaquant. Il est le fils du joueur Bryan Marchment.

## Biographie
En 2013, il commence sa carrière en junior avec les Cougars de Cobourg dans la Ligue de hockey junior de l'Ontario puis passe deux saisons en junior majeur dans la Ligue de hockey de l'Ontario. Il passe professionnel en avril 2016 dans la Ligue américaine de hockey avec les Marlies de Toronto, club ferme des Maple Leafs de Toronto. Il remporte la Coupe Calder 2018 avec les Marlies de Toronto. 
Après plusieurs saisons avec les Marlies et une pige dans l'ECHL avec les Solar Bears d'Orlando, il joue son premier match dans la Ligue nationale de hockey avec les Maple Leafs face aux Jets de Winnipeg le 2 janvier 2020. Le 6 janvier, il marque son premier point avec une assistance face aux Oilers d'Edmonton. Le 19 février 2020, il est échangé aux Panthers de la Floride en retour de Denis Malgin. Il signe un contrat d'un an avec les Panthers le 3 novembre 2020. Le 4 mars 2021, il marque son premier but dans la LNH avec les Panthers chez les Predators de Nashville.

## Statistiques
| Saison     | Équipe                      | Ligue      |     | Saison régulière | Saison régulière | Saison régulière | Saison régulière | Saison régulière |    | Séries éliminatoires | Séries éliminatoires | Séries éliminatoires | Séries éliminatoires | Séries éliminatoires |
| Saison     | Équipe                      | Ligue      | PJ  | B                | A                | Pts              | Pun              | PJ               | B  | A                    | Pts                  | Pun                  |                      |                      |
| 2013-2014  | Cougars de Cobourg          | LHJO       | 51  | 22               | 21               | 43               | 84               | 11               | 1  | 5                    | 6                    | 11                   |                      |                      |
| 2014-2015  | Otters d'Érié               | LHO        | 54  | 8                | 18               | 26               | 29               | 10               | 0  | 1                    | 1                    | 4                    |                      |                      |
| 2015-2016  | Bulldogs de Hamilton        | LHO        | 34  | 10               | 23               | 33               | 30               | -                | -  | -                    | -                    | -                    |                      |                      |
| 2015-2016  | Steelheads de Mississauga   | LHO        | 27  | 10               | 8                | 18               | 22               | 7                | 2  | 3                    | 5                    | 0                    |                      |                      |
| 2015-2016  | Marlies de Toronto          | LAH        | 3   | 0                | 0                | 0                | 0                | -                | -  | -                    | -                    | -                    |                      |                      |
| 2016-2017  | Marlies de Toronto          | LAH        | 9   | 1                | 0                | 1                | 6                | -                | -  | -                    | -                    | -                    |                      |                      |
| 2016-2017  | Solar Bears d'Orlando       | ECHL       | 35  | 14               | 6                | 20               | 27               | 7                | 1  | 4                    | 5                    | 11                   |                      |                      |
| 2017-2018  | Marlies de Toronto          | LAH        | 44  | 11               | 15               | 26               | 36               | 20               | 6  | 3                    | 9                    | 18                   |                      |                      |
| 2018-2019  | Marlies de Toronto          | LAH        | 44  | 13               | 12               | 25               | 60               | 13               | 4  | 3                    | 7                    | 22                   |                      |                      |
| 2019-2020  | Marlies de Toronto          | LAH        | 24  | 13               | 5                | 18               | 28               | -                | -  | -                    | -                    | -                    |                      |                      |
| 2019-2020  | Thunderbirds de Springfield | LAH        | 6   | 0                | 2                | 2                | 8                | -                | -  | -                    | -                    | -                    |                      |                      |
| 2019-2020  | Maple Leafs de Toronto      | LNH        | 4   | 0                | 1                | 1                | 0                | -                | -  | -                    | -                    | -                    |                      |                      |
| 2020-2021  | Panthers de la Floride      | LNH        | 33  | 2                | 8                | 10               | 18               | 6                | 2  | 0                    | 2                    | 8                    |                      |                      |
| 2021-2022  | Panthers de la Floride      | LNH        | 54  | 18               | 29               | 47               | 53               | 4                | 1  | 0                    | 1                    | 6                    |                      |                      |
| 2022-2023  | Stars de Dallas             | LNH        | 68  | 12               | 19               | 31               | 80               | 18               | 4  | 2                    | 6                    | 18                   |                      |                      |
| 2023-2024  | Stars de Dallas             | LNH        | 81  | 22               | 31               | 53               | 54               | 13               | 3  | 2                    | 5                    | 10                   |                      |                      |
| Totaux LNH | Totaux LNH                  | Totaux LNH | 240 | 54               | 88               | 142              | 205              | 41               | 10 | 4                    | 14                   | 42                   |                      |                      |